# Victor Guy Duperré

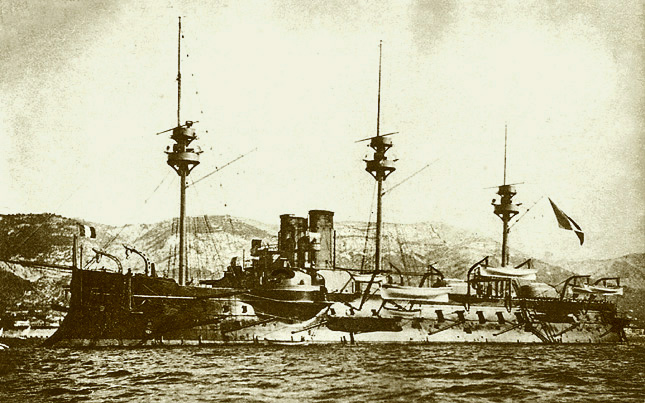
A Duperré tiszteletére elnevezett, 1883-ban szolgálatba állított Amiral Duperré pre-dreadnought csatahajó

Victor Guy Duperré (La Rochelle, 1775. február 20. – Párizs, 1846. november 2.) báró, francia tengernagy. Karrierje során szolgálta a forradalmi Francia Köztársaságot, Napóleont és végül a restaurált Bourbon-házat.

## Életpályája
1792-ben haditengerészeti szolgálatba lépett, több ütközetben vett részt a forradalmi háborúk alatt. 1796 májusában angol fogságba került, melyből csak 1799-ben szabadult ki. Mint kapitány 1809-ben az Indiai-óceánon cirkált és több angol kereskedelmi hajót, négy korvettet és egy portugál naszádot ejtett prédául. 1810 áprilisában újabb útra kelt három hajóval, elfoglalta az angol-keletindiai társaság két nagy hajóját, győzedelmesen harcolt Grand Port-ban (augusztus 23), de Île-de-France szigetének kapitulációját mégsem tudta megakadályozni. 
Franciaországba visszatérve, báróvá, ellentengernaggyá és a Földközi-tenger flottájának, 1812-ben pedig az Adriai-tengeren működő francia és olasz haderőnek fővezérévé nevezték ki. A száz nap alatt Toulont védte a Marseille-ben kikötött angol-szicíliai csapatok ellenében. 1818-ban átvette a francia állomások parancsnokságát az Antillákon. 1823-ban a spanyolországi francia intervenció során a Cádiz ostromára rendelt hajóhadat vezérelte, 1830-ban pedig részt vett Algéria elfoglalásában és gyarmatosításában. 1830 augusztusában a Francia Királyság pairjévé és tengernaggyá, októberében pedig a tengerészeti főhivatal elnökévé nevezték ki. 
1834-től 1836-ig tengerészeti és gyarmatügyi miniszter volt és ugyanezt a tárcát 1840. október 29-től óta rövid ideig a Guizot-féle minisztériumban is megtartotta.
1846-ban hunyt el. Földi maradványait a párizsi Invalidusok dómjában helyezték el.